# Zanzibar (film)
Pour les articles homonymes, voir Zanzibar.
Pour plus de détails, voir Fiche technique et Distribution.
Zanzibar est un film franco-suisse réalisé par Christine Pascal et sorti en 1989.

## Synopsis
Vito Catene entreprend de produire un film. L'expérience se révèle douloureuse.

## Fiche technique
- Titre : Zanzibar
- Réalisation : Christine Pascal, assistée de Manuel Flèche et  Christian Merret-Palmair
- Scénario et dialogues : Robert Boner, Catherine Breillat, Christine Pascal
- Dialogues : Catherine Breillat, Christine Pascal
- Photographie : Pascal Marti
- Montage : Jacques Comets
- Musique : Bruno Coulais
- Décors : Solange Zeitoun
- Costumes : Anne Schotte
- Son : Georges Prat, Gérard Rousseau
- Sociétés de production : French Productions - Film et Vidéo Productions - Société Générale de Gestion Cinématographique
- Pays de production :  France -  Suisse
- Durée : 95 minutes
- Date de sortie : France - mai 1989 (Festival de Cannes) ; 4 octobre 1989

## Distribution
- Fabienne Babe : Camille Dor
- André Marcon : le producteur Vito Catene
- Francis Girod : Maréchal, le metteur en scène
- Dominique C. Maurin : Rémy
- Marie-Armelle Deguy : Nicole
- Teco Celio : Bruno
- Raymond Jourdan : Samuel
- Axel Bogousslavsky : Valentin
- Valérie Schlumberger: Pascale
- Christian Pereira : Leguay
- Anémone : La femme à la robe orange

## Sélections
- Festival de Cannes 1989 (Perspectives du cinéma français)[1]
- Festival Lumière 2015[2]